# Dubai Healthcare City

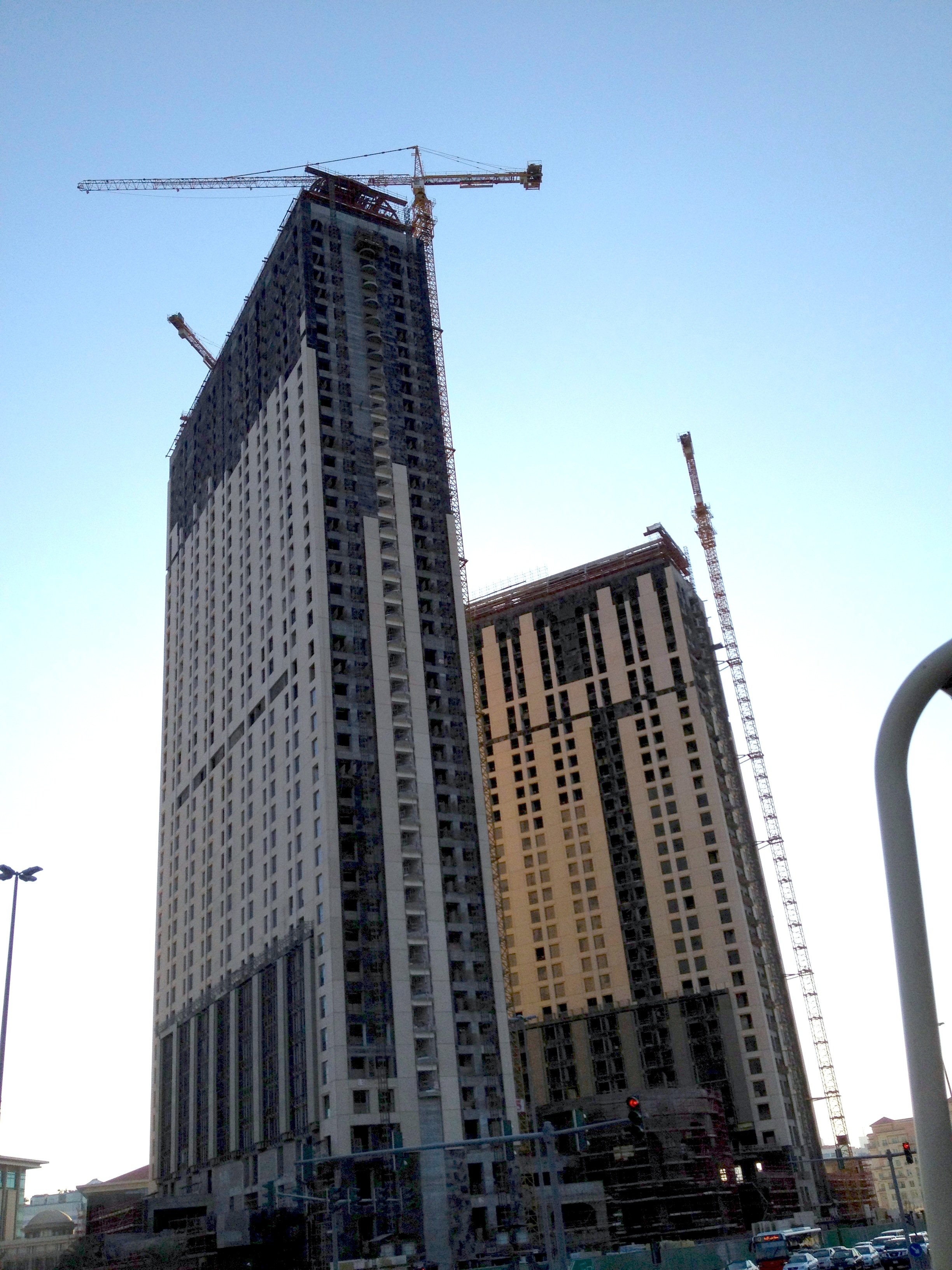
Các tòa nhà đang được xây dựng tại Dubai Healthcare City, 2011.

Dubai Healthcare City (DHCC) (tiếng Ả Rập: مدينة دبي الصحية) là một khu kinh tế tự do chăm sóc sức khỏe nằm ở Dubai, Các Tiểu vương quốc Ả Rập thống nhất. DHCC đã được đưa ra đề xuất xây dựng vào năm 2002 bởi Mohammed bin Rashid Al Maktoum, Phó Tổng thống và Thủ tướng và Tiểu vương Dubai. DHCC đã được chính phủ ủy nhiệm để đáp ứng nhu cầu về chăm sóc sức khỏe chất lượng cao, lấy bệnh nhân làm trung tâm và mục đích chính là thu hút khách du lịch đến Dubai để phục vụ các dịch vụ y tế và điều trị.
Thông qua quan hệ đối tác chiến lược, DHCC cung cấp một loạt các dịch vụ trong chăm sóc sức khỏe, giáo dục y tế và nghiên cứu, dược phẩm, thiết bị y tế và hỗ trợ đồng minh.
DHCC bao gồm hai giai đoạn. Giai đoạn 1 của DHCC là dành riêng cho chăm sóc sức khỏe và y tế rộng 381000 mét vuông. Giai đoạn 2 đang được phát triển, được dành riêng cho hồi phục sức khỏe rộng gần 1.8 triệu mét vuông.
Chỉ tính riêng trong năm 2014, số lượt người vào DHCC khám đã tăng 20 phần trăm lên 1,2 triệu so với 1 triệu người trong năm 2013, trong đó 15 phần trăm là khách du lịch. Theo DHCC, các thủ tục phổ biến nhất mà khách du lịch tìm đến DHCC bao gồm vô sinh, thẩm mỹ và nha khoa. Hầu hết khách du lịch y tế đến DHCC từ khu vực Hội đồng Hợp tác Vùng Vịnh (37%) và thế giới Ả Rập (25%), và 20% đến từ châu Âu và 18% từ châu Á.

## Phân chia
DHCC, được giám sát bởi chính quyền Dubai Heathcare City (DHCA) hoạt động thông qua bốn bộ phận: Chăm sóc sức khỏe;Giáo dục và Nghiên cứu; Đầu tư và Quy định.
1. Chăm sóc sức khỏe: DHCC là nơi có 120 cơ sở y tế bao gồm bệnh viện - Bệnh viện thành phố Mediclinic và Bệnh viện Sulaiman Al-Habib - hơn 120 trung tâm y tế ngoại trú và phòng thí nghiệm chẩn đoán với hơn 4.000 chuyên gia được cấp phép.
2. Giáo dục và nghiên cứu: Đại học Y khoa và Khoa học Y tế Mohammed Bin Rashid (MBRU) là trường đại học y khoa đầu tiên của chính quyền Dubai Healthcare City located in Dubai Healthcare City nằm trong khu vực tự do của Dubai Healthcare City. Trường bao gồm hai trường cao đẳng: trường Cao đẳng Y khoa Hamdan Bin Mohammed và Đại học Y khoa; các trường đại học cung cấp sáu chương trình nha khoa chuyên khoa sau đại học cùng bằng Cử nhân Y khoa và Cử nhân Phẫu thuật (MBBS) tương ứng. MBRU tích hợp giáo dục, thực hành lâm sàng và nghiên cứu để cung cấp một kinh nghiệm học tập sáng tạo. Nó có công nghệ và tài nguyên học tập tại chỗ làm phong phú thêm trải nghiệm và hành trình của học sinh. Tài nguyên học tập bao gồm Thư viện Y khoa Al Maktoum. Trung tâm mô phỏng y tế Khalaf Ahmad Al Habtoor lớn nhất tại Các Tiểu vương quốc Ả Rập thống nhất, cũng như các phòng thí nghiệm nghiên cứu và giải phẫu chuyên dụng. MBRU được công nhận bởi Bộ Giáo dục và nghiên cứu khoa học ở Các Tiểu vương quốc Ả Rập thống nhất, và bằng MBBS được liệt kê trong Danh mục các trường y tế thế giới.
3. Việc đầu tư DHCC cung cấp các nhà cung cấp dịch vụ y tế và chăm sóc sức khỏe với giải pháp 'một cửa liên thông' để thiết lập các hoạt động và tận dụng lợi ích của khu vực tự doí. Danh mục đầu tư sản phẩm có trung tâm lâm sàng, thương mại, bán lẻ, kinh doanh và đất đai.
4. Quy định: Theo DHCA, Trung tâm Kế hoạch và Chất lượng Y tế (CPQ) là cơ quan độc lập chịu trách nhiệm cấp giấy phép cho các nhà cung cấp dịch vụ chăm sóc sức khỏe và các chuyên gia, thiết lập và duy trì thực hành quốc tế tốt nhất trong chăm sóc sức khỏe và chăm sóc bệnh nhân trong DHCC.

## Nhà điều hành đáng chú ý
Marwan Abedin, Giám đốc điều hành của DHCC là thành viên Hội đồng quản trị của chính quyền Dubai Healthcare City, cơ quan lập pháp của khu vực tự do. Cũng là thành viên Hội đồng quản trị của Emaar Properties PJSC và của Al Jalila Foundation, một tổ chức phi lợi nhuận theo Nghị định Hoàng gia.